# Michaela Ranner
Michaela Ranner (* 11. Februar 1986 in München) ist eine deutsche Volleyballspielerin.

## Karriere
Michaela Ranner gehörte zum Kader der 1. Frauenmannschaft des SV Lohhof, die in der Saison 2004/05 den Aufstieg aus der Regionalliga in die 2. Bundesliga schaffte. Vier Jahre später gelang es der Außenangreiferin, diesen Erfolg zu wiederholen, diesmal mit der 2. Mannschaft des SVL. Ihren ersten Einsatz in der Anfangsformation in der Saison 2009/10 hatte die Kapitänin beim 1. Saisonsieg der Lohoferinnen im Zweitligaspiel beim SSV Dresden, das mit 3:1 für die Gäste endete. In diesem Spiel wurde Michaela Ranner als Diagonalspielerin eingesetzt.

## Privates
Wie ihr Bruder Thomas begann auch Michaela mit dem Volleyballspiel beim SV Lohhof. Die Tochter von Susanne und Harald Ranner hat noch eine jüngere Schwester Alexandra, die bei den Heimspielen des SVL und Generali Haching als DJ für die Musik in den Pausen zuständig war. Michaela Ranner studierte Informatik an der TU in Garching.